# Samsung Galaxy Note II
Samsung Galaxy Note II é um smartphone tablet com sistema Android, lançado pela Samsung no dia 29 de agosto na Internationale Funkausstellung Berlim 2012. O aparelho é sucessor do Samsung Galaxy Note, além de ser o segundo dispositivo da empresa que coloca em ênfase o uso da famosa caneta da Samsung, a S Pen.
Em seu interior foram empregados um processador quad-core de 1.6 GHz, tela capacitiva touch screen de 5.5", 2 GB de RAM e um armazenamento total de 128 GB (usando um microSD de 64 GB com o modelo de 64 GB). É o primeiro telefone da Samsung a vir com o Android na versão 4.1 "Jelly Bean" como padrão.

## Especificações

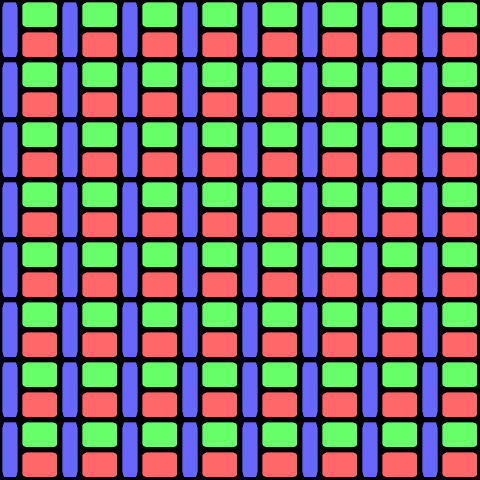
Representação dos subpixels do Galaxy Note II.

O Galaxy Note II dispões de uma tela Super AMOLED HD S-Stripe RGB com 1280 × 720 de resolução, processador 1,6 GHz quad-core, 2 GB de RAM,  câmera traseira de 8 MP, câmera frontal de 1,9 MP e uma bateria 3100 mAh. É um pouco mais fino do que seu antecessor em 9,4 mm (0,37"), Dependendo do modelo específico, o telefone possui DC-HSPA + 42,2 Mbps (SGH-T889) , juntamente com 4G LTE.
O aparelho está disponível em 16 GB, 32 GB e 64 GB de capacidade para armazenamento, com memória expansível de até 64 GB usando um cartão microSD.

## Variantes
O Galaxy Note II está disponível em duas cores; cinza titânio e mármore branco. No início de 2013, foi anunciado uma versão rosa

## Recepção
No dia 2 de novembro de 2012 a Samsung anunciou que em um pouco mais de um mês após o lançamento do smartphone, já haviam sido vendidos 3 milhões de aparelhos.